# Herbert Art Gallery and Museum
El Herbert Art Gallery & Museum (també conegut com The Herbert) és un museu, galeria d'art, arxiu, centre d'aprenentatge i centre d'arts creatives ubicat a Jordan Well, Coventry, Anglaterra. Porta el nom de Sir Alfred Herbert, un industrial i filantrop el Coventry que va fer possible l'edifici original del museu. La construcció va començar el 1939, amb una interrupció per la Segona Guerra Mundial, i The Herbert va obrir les portes el 1960. El 2008 es va tornar a obrir després d'una remodelació £ 20 milions.
El Herbert és dirigit per una organització benèfica registrada, i l'entrada és lliure. El 2010, el museu i la galeria va rebre més de 300.000 visitants, pel que és una de les atraccions turístiques més populars de lliures a la regió de West Midlands.

## Col·lecció
L'exposició permanent es divideix en diversos espais que inclou una zona coneguda com a Old Masters, una altra per a l'art des de 1900, una altra per a la història local i una zona anomenada Elements i dedicada a la Història Natural.
Cal destacar la col·lecció de vestits des de 1800 fins a l'actualitat, amb l'èmfasi en la roba de dona del segle xix. També destaca una col·lecció sobre la història de la ciutat.
La col·lecció es va ampliant progressivament gràcies a The Heritage Lottery Fund, que va atorgar gairebé 200.000 £ per a la Herbert i Wolverhampton Art Gallery el 2008, per a adquisicions en relació amb el tema de la pau i la reconciliació.
El 2011 el museu va recaptar 12.000 £ a comprar The Coventry Album, una col·lecció de pintures de William Henry Brooke de 1819.

### Espais relacionats
El Coventry Heritage and Arts Trust també administra i gestiona dos espais del patrimoni local:
- El Lunt Roman Fort es troba a Baginton, a uns 3 km del centre de Coventry, on hi ha una reconstrucció moderna parcial de la fortalesa que es va establir allà l'any 60 AC.
- El Priory Visitor Centre està situat a Priory, al centre de Coventry. Aquest indret té les restes d'edificis medievals de la primera catedral de Coventry.[7]